# プエンテ・ピエドゥラ地区
ペルーのリマ県の43ある地区の1つで、1927年2月14日に第5675法令によって創立された。71.18km2の面積と32万人を超す人口を擁する。

## 隣接自治体
- 北:アンコン地区
- 東:カラバイーリョ地区
- 南:コマス地区、ロス・オリヴォス地区、聖マルティン・デ・ポレス地区
- 西:カヤオ

座標: 南緯11度52分30秒 西経77度03分55秒 / 南緯11.87500度 西経77.06528度